# Вавилонская башня (повесть)
«Вавилонская башня» (Tower of Babylon) — дебютная повесть американского писателя Теда Чана, опубликованная в 1990 году на страницах журнала «Omni». Эта повесть принесла Чану премию «Небьюла». и номинации на другии премии.

## Сюжет
В произведении отмечается радикальное переосмысление одноименного библейского сюжета: у Чана люди строят башню не из-за гордыни, а исключительно из-за любви к Богу, но, добравшись до самого неба, обнаруживают, что их Вселенная подобна цилиндру-клише для копирования глиняных клинописных табличек…. Главный герой повести — строитель Хиллала из Эламской земли.

## Премии и номинации
- 1990 год — лауреат премии «Небьюла»[1],
- 1991 год — номинант премии «Хьюго»[3],
- 1991 год — номинант премии «Локус»[4],
- 1991 год — номинант премии «SF Chronicle».

## Публикации в России
В России повесть «Вавилонская башня» публиковалась в журнале «Если».
Аудиоверсия повести была наговорена в рамках передачи "Модели для сборки" в 2004 году 